# Lloyd's of London

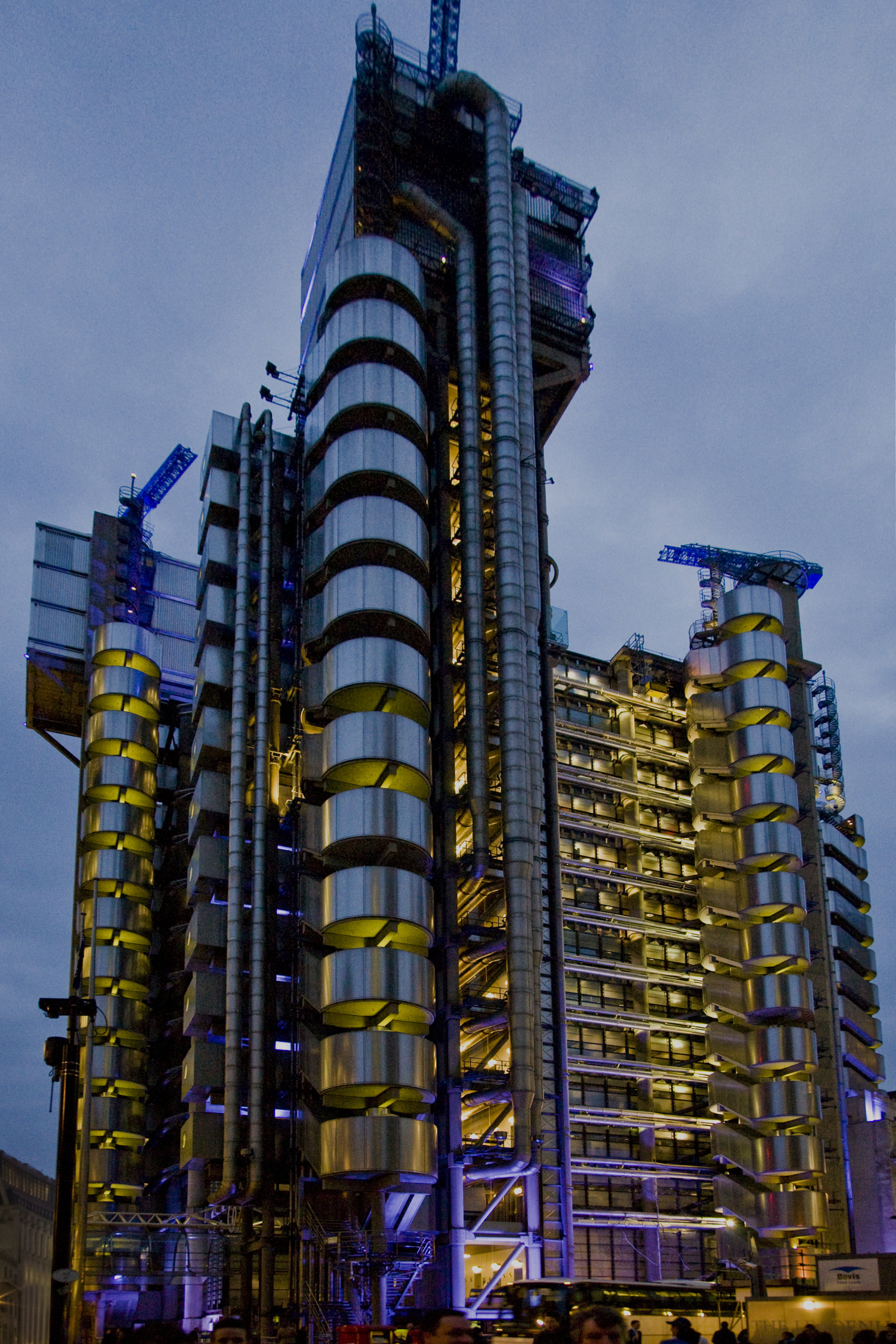
El edificio Lloyd's es la sede del Lloyd's of London.

El Lloyd's o Lloyd's of London es un mercado de seguros británico. Sirve como lugar de encuentro para empresas financieras o aseguradoras. A diferencia de la mayoría de sus competidores en el mercado de reaseguros, no es una empresa. Su consigna es Uberrimae fidei (del latín, "de máxima buena fe").

### En inglés
- Sitio web oficial
- Lloyd's Agency Department
- Special report on Lloyd's in The Economist (18 September 2004)
- Time magazine report on Lloyd's (February 21t., 2000)
- Independent analysis of Lloyd's Archivado el 26 de mayo de 2006 en Wayback Machine.
- Association of Lloyd's Members
- USA Today Q&A with CEO Richard Ward, September 2008
- Yahoo! – Lloyd's Company Profile
- Lloyd's of London's webcam
- Lloyd's litigation database
- Commentary on Lloyd's Archivado el 26 de mayo de 2006 en Wayback Machine.

- Datos: Q1430712
- Multimedia: Lloyd’s of London / Q1430712